# Lassing
Lassing est une commune autrichienne du district de Liezen en Styrie.

## Jumelage
Luzenac (France) depuis 1988.